# Fahamu Pecou
Pour les articles homonymes, voir Pecou.
 (juin 2021).
La mise en forme du texte ne suit pas les recommandations de Wikipédia : il faut le « wikifier ».
Les points d'amélioration suivants sont les cas les plus fréquents :
- Les titres sont pré-formatés par le logiciel. Ils ne sont ni en capitales, ni en gras.
- Le texte ne doit pas être écrit en capitales (les noms de famille non plus), ni en gras, ni en italique, ni en « petit »…
- Le gras n'est utilisé que pour surligner le titre de l'article dans l'introduction, une seule fois.
- L'italique est rarement utilisé : mots en langue étrangère, titres d'œuvres, noms de bateaux, etc.
- Les citations ne sont pas en italique mais en corps de texte normal. Elles sont entourées par des guillemets français : « et ».
- Les listes à puces sont à éviter, des paragraphes rédigés étant largement préférés. Les tableaux sont à réserver à la présentation de données structurées (résultats, etc.).
- Les appels de note de bas de page (petits chiffres en exposant, introduits par l'outil «  Source ») sont à placer entre la fin de phrase et le point final[comme ça].
- Les liens internes (vers d'autres articles de Wikipédia) sont à choisir avec parcimonie. Créez des liens vers des articles approfondissant le sujet. Les termes génériques sans rapport avec le sujet sont à éviter, ainsi que les répétitions de liens vers un même terme.
- Les liens externes sont à placer uniquement dans une section « Liens externes », à la fin de l'article. Ces liens sont à choisir avec parcimonie suivant les règles définies. Si un lien sert de source à l'article, son insertion dans le texte est à faire par les notes de bas de page.
- La présentation des références doit suivre les conventions bibliographiques. Il est recommandé d'utiliser les modèles {{Ouvrage}}, {{Chapitre}}, {{Article}}, {{Lien web}} et/ou {{Bibliographie}}. Le mode d'édition visuel peut mettre en forme automatiquement les références.
- Insérer une infobox (cadre d'informations à droite) n'est pas obligatoire pour parachever la mise en page.

Pour une aide détaillée, merci de consulter Aide:Wikification.
Si vous pensez que ces points ont été résolus, vous pouvez retirer ce bandeau et améliorer la mise en forme d'un autre article.
 (juin 2021).
L'article doit être relu — et modifié si nécessaire — par des contributeurs indépendants pour apporter un regard critique aux contributions effectuées en violation des conditions d'utilisation de Wikipédia, tant sur la forme (notamment concernant le style encyclopédique, la proportionnalité) que sur le fond (la neutralité de point de vue, la qualité et l'indépendance des sources).
Fahamu (signifie "compréhension" en swahili) Pecou, né le 25 juin 1975 à Brooklyn, est un artiste visuel interdisciplinaire et universitaire américain.
Son travail mêle les codes esthétiques empruntés aux beaux-arts, à la société afro-américaine et à la culture hip-hop. Surtout connu pour ses grands formats, Dr. Fahamu Pecou aime se représenter et revendiquer son identité noire. Les peintures, les performances et les travaux universitaires de Pecou traitent des préoccupations liées aux représentations contemporaines de la masculinité noire et de l'impact de ces images sur la lecture et la performance de la masculinité noire. Il vit et travaille à Atlanta.

## Biographie

### Enfance
Fahamu Pecou naît à Brooklyn, le 25 juin 1975. Sa mère était mannequin et couturière et son père était un artisan et musicien (batterie, saxophone). À l’âge de cinq ans, il perd tragiquement ses deux parents. Il est adopté par des membres de sa famille et quitte Brooklyn pour les suivre à Hartsville en Caroline du Sud.
Son père est né au Panama et a immigré aux États-Unis lorsqu'il avait environ 16 ans. Sa mère était originaire de Hartsville, en Caroline du Sud, et a migré à New York, après avoir terminé ses études secondaires. Les parents de Pecou étaient très impliqués dans le mouvement panafricaniste de la fin des années 60 et du début des années 70, et avaient de grands projets de rapatriement sur le continent. Ils avaient pour but d’inculquer, à lui, son frère et ses deux sœurs, les valeurs africaines. Cette éducation fait partie des questions que son travail soulève à travers ses œuvres.
Depuis son enfance, Fahamu Pecou trouve dans l’art et surtout dans son imagination un lieu pour se réfugier. Toujours un crayon à la main, il exprime ses idées à travers des histoires dessins et parfois juste en sculptant des formes d’animaux avec ses sandwichs. Le héros de ces explorations créatives -avant d’en comprendre la profondeur et leur valeurs artistiques- se nomme « Black Man ». Un jeune homme brillant dont le père est tragiquement décédé en voulant mettre au point un transformateur moléculaire. C’est le début de son premier comics et surtout de son engouement pour la création. À travers Ahmad aussi appelé « Black Man », il raconte ses aspirations et ses rêves d’avenir. Tout comme ses œuvres actuelles, Pecou avoue être sa propre source d’inspiration. Il s'utilise comme modèle, non pas dans un sens autobiographique, mais comme une allégorie, capturant des traits « typiquement associés aux hommes noirs dans le hip-hop et les juxtaposant dans un contexte artistique... À la fois les réalités et les fantasmes projetés depuis et sur les corps masculins noirs ».

### Éducation
Il suit son cursus scolaire à Hartsville, en Caroline du Sud dans une école primaire exclusivement noire. À cette époque, la ségrégation était encore en rigueur dans certains États. Toujours son crayon à la main Fahamu qui adore l’école, dessine pour ses camardes de classe. Les enseignants l’encouragent également à continuer d’explorer sa créativité. Par la suite, il partira continuer ses études à l'Atlanta College of Art en section peinture et digital. C’est durant sa dernière année, qu’il montera sa première exposition Precise Significance en 1997. Après l’obtention de son Bachelor, il commence sa carrière en tant que graphiste. Il produit des documents pour des boîtes de nuit, des restaurants et des politiciens, ainsi que pour des artistes hip hop et des labels de musique. En travaillant avec des artistes de rap, Pecou commence à considérer les stratégies de marketing utilisées dans le hip-hop et à les appliquer à sa propre pratique. Ses premières peintures juxtaposaient la bravade du hip-hop, qui a le sens de la rue et de l'audace, au monde de l'art, plus conservateur.

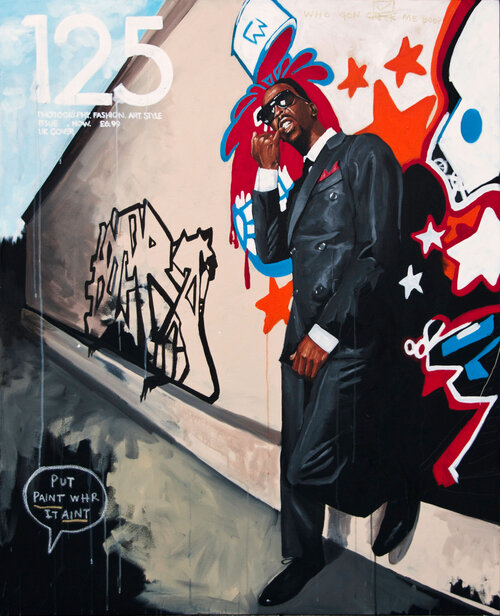
Who Gon Chk Me Boo

Il reprend ses études en 2014 à la Emory University, Institute of Liberal Arts, où il obtient sa maîtrise en 2017 avant de commencer un doctorat dans la même institution et sera diplômé en 2018. Son doctorat s’achève à travers son projet itinérant et multidisciplinaire DO or DIE : Affect, Ritual, Resistance qui mêle, vidéos, performance, peinture et photographie. Dans sa thèse, Pecou utilise son art et ses connaissances pour invoquer une approche innovante et pleine d'espoir pour affronter et transformer la façon dont le corps des hommes noirs est inextricablement lié à la mort,.

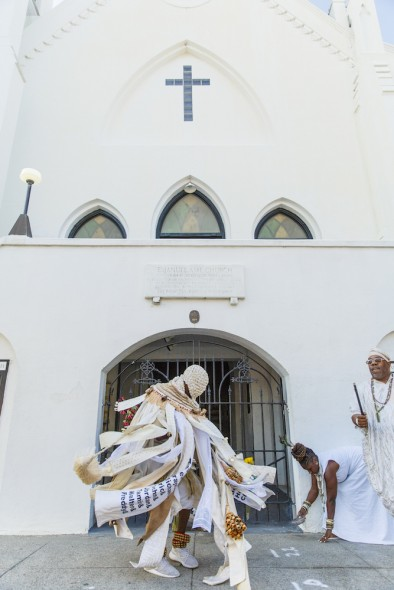
Fahamu Pecou, Procession for DO or DIE: Ritual, Affect, Resistance, Halsey Institute of Contemporary Art, Charleston, SC, 2016. Photo: Kip Bulwinkle/Karson Photography

## Carrière artistique
Pecou utilise la peinture acrylique sur toile, la vidéo, la musique, l'art de la performance et les écrits universitaires pour aborder les complexités et les convergences du hip-hop et de la masculinité noire. Ses œuvres reflètent l'esprit de l'Amérique noire d'aujourd'hui et dépeignent également l'histoire et la culture de la diaspora africaine. Elles sont connues pour être audacieuses, lumineuses et conflictuelles, avec un sous-entendu politique inhérent.
Ses premières œuvres étaient profondément ancrées dans l'iconographie hip-hop. En 2008, Dr. Fahamu Pecou transforme et dépouille les éléments extérieurs de son travail pour mettre l’accent sur le personnage central de ses œuvres. Il met l’accent sur la masculinité noire et politise plus son travail. Pour Pecou, être son propre modèle ne veut pas dire qu’il s’agit forcément d’un autoportrait. Il s'utilise pour incarner des stéréotypes et jouer dans ce cadre. C’est ce qu’il appelle « subvertir le regard » : « Le regard des autres est un dépouillement violent de l'humanité d'une personne et la signification de quelqu'un d'autre vous est imposée. En subvertissant le regard, je prends le sens que la plupart des gens connaissent et j'utilise des repères visuels pour les distraire de ces notions originales préconçues. Je positionne ces repères de manière à ce que vous ayez à les regarder. Le sujet a alors commandé votre regard au lieu de l'état d'esprit initial que vous aviez. »
Dr. Fahamu Pecou s’adresse principalement à la communauté jeunes hommes noirs. C’est une réponse à son enfance dénuée des modèles pour lui montrer comment il devait être en tant qu'homme noir en dehors des stéréotypes auxquels il était confronté. Tous les stéréotypes ne lui correspondaient pas forcément. Pecou n'était pas un athlète et n'aimait pas la confrontation ou la violence. Pour lui, ce sont des idées archaïques et rigides de ce que doit être un homme noir et qu’il est important de les interrompre.
Depuis 2021, Dr. Fahamu Pecou est le co-commissaire de la Biennale de Kinshasa (Congo) avec Armelle Dakouo.
Dr. Fahamu Pecou est représenté par Backslash Galerie en France (Paris) et par Conduit Gallery à Dallas (Texas).

## Expositions notables
(juin 2021).

### 2020
- Praise Songs, Marrakech MoroccoTRAPADEMIA II: LIT, Lyons Wier Gallery, New York, NY
- TRAPADEMIA III: 7 AFRICAN POWERS, Conduit Gallery, Dallas TX

### 2019
- Do or Die: Affect Ritual Resistance,
- Philadelphia African American Art Museum, Philadelphia, PA
- Michael C Carlos Museum, Emory University, Atlanta, Ga
- TRAPADEMIA, Kopeikin Gallery, Los Angeles, CA
- Of Crowns and Kings, Backslash gallery, Paris, France

### 2018
- Do or Die: Affect Ritual Resistance,
- Mary Elizabeth Dee Shaw Gallery, Weber State University, Ogden, UT
- Museum of Art, University of New Hampshire, Durham, NH
- Memory, Lyons Wier Gallery, New York, NY

### 2017
- Black Magic, Backslash Gallery, Paris, France
- Miroirs de l’Homme: Une Retrospective, Collection Societe Generale, Paris, France
- Music as A Weapon, Seattle Art Fair, Backslash Gallery, Seattle, WA
- The People Could Fly, Conduit Gallery, Dallas, TX

### 2016
- #BLACKMATTERLIVES, Lyons Wier Gallery, New York, NY
- Do or Die: Affect, Ritual, Resistance, Halsey Museum, Charleston, SC
- Re:Membering, Weil Gallery, Texas A&M University, Corpus Christi, TX
- alking Drum, Center for Civil and Human Rights, Atlanta, GA

### 2015
- I Know Why the Caged Bird Blings, Backslash gallery, Paris, France
- Imagining New Worlds, High Museum of Art, Atlanta, GA

### 2014
- GRAV • I • TY, Museum_of_Contemporary_Art_of_Georgia (en), Atlanta, GA
- Pursuit of Happiness, Lyons Wier Gallery, New York, NY

### 2013
- How to Eat Watermelon, Conduit Gallery, Dallas, TX
- All Dat Glitters Aint Goals, BlueOrange Gallery, Houston, TX
- NEGUS IN PARIS, Backslash Gallery, Paris, France

### 2012
- Native Sun: Selected Works 2008-2012, Sumter Gallery of Art, Sumter, SC
- All Dat Glitters Aint Goals, Lyons Wier Gallery, New York, NY
- Sophisticated Ignorance, Allen Priebe Gallery, University of Wisconsin, Oshkosh, Wisconsin

### 2011
- Sophisticated Ignorance, Mason Murer Gallery, Atlanta, GA
- HARD 2 DEATH, Backslash Gallery, Paris, France
- ART HISTORY next, Lyons Wier Gallery, New York, NY
- Second Childhood, Conduit Gallery, Dallas, TX
- Fahamu Pecou, Rowan University Art Gallery, Glassboro, NJ

### 2010
- Whirl Trade, The Shooting Gallery, San Francisco, CA
- ALL FALLS DOWN, Get This! Gallery, Atlanta, GA
- ALL FALLS DOWN, Grambling State University, Grambling, LA

### 2009
- Coming From Where I’m From, Bell-Roberts Gallery Cape Town, South Africa
- Blak Presidential, Volta 5, Art Basel, Switzerland
- Blak Presidential, Lyons Wier Ortt Gallery, New York, NY
- Instant Art History Immediately: The Fak’try, Lyons Wier Gallery, New York, NY
- Whirl Trade, Get This! Gallery, Atlanta, GA

### 2008
- FAHAMENON, NEXT Chicago, Chicago, IL
- Something Like a FAHAMENON, Vaknin Gallery, Atlanta, GA
- Sitting By The Front Door, MMGalleries, San Francisco, CA
- Stunt’d Like My Daddy, Conduit Gallery, Dallas, TX

### 2007
- Million Dolla Baby, Lyons Wier Ortt, New York, NY
- Hustle & Show, Flanders Gallery, Raleigh, NC
- Things Done Changed, Vaknin, Atlanta, GA

### 2006
- NEOPOP and Circumstance, Conduit Gallery, Dallas, TX
- NEOPOPular Demand, MMGalleries, San Francisco, CA[7]

## Collections privées et publiques
- Université Emory, Atlanta, GA
- Roc Nation / Jay-Z
- Seattle Art Museum, WA
- Smithsonian National Museum of American History, Washington, DC
- High Museum of Art, Atlanta, GA
- 21c Museum Hotel
- Museum of Contemporary Art, Atlanta, GA
- Crystal Bridges Museum of American Art, Bentonville, AK
- Nasher Museum of Art, Duke University, Raleigh, NC
- Société Générale, Paris
- The West Collection, Philadelphia, PA
- Tullman Art Collection, Chicago, IL
- Clark Atlanta University Collections, Clark Atlanta University, Atlanta, GA
- Paul R. Jones Collection, University of Alabama, Tuscaloosa
- Fulton County Arts Council, Atlanta, GA
- Beth Rudin DeWoody
- Dimitris Gigourtakis
- Takashi Murakami
- Daniel Templon
- Uri Vaknin
- Bill Bounds
- Ann Walton
- Lena Waithe

## Publications
- Cover of Rion Amilcar Scott, “The world doesn’t require you”, 2019 Visible Man, catalogue monographique \ monographic catalogue, with the support of the Halsey Institute of Contemporary Art, Charleston, SC, 2017
- Dawud Knuckles, Art on Deckz, 2014
- Carlton Mackey, 50 Shades of Black: The Conversation, 2013
- Stuart Horodner, The Art life: On Creativity and Career, Atlanta, Atlanta Contemporary Art Center, 2012
- Tina Dunkley, Jerry Cullum, In The Eyes of Muses: Selections from the Clark Atlanta University Art Collection, New York, Distributed Art Publishers, 2012
- Jerry Cullum, Catherine Hicks, "NoPlaceness: Art In a post-urban Landscape", "We Are not Danes in Denmark: Displacement and the liquid self in Atlanta Art 1961-2011” , 2011
- Franklin Sirmans, “Good Business is the Best Art”, 5 Cities/41 Artists Artadia 08/09, 2011
- Cey Adams and Bull Adler, DEFinition: The Art and Design of Hip Hop, 2009
- FAHAMENON, 2008

## Distinctions
- 2020 State Fellowship of South Arts visual arts
- 2015 Robert A. Paul Award, Université Emory
- West Collects Prize, West Collection, 2012
- Rising Sons Lounge, Atlanta, GA, Public art commission, City of Atlanta Office of Cultural Affairs, 2011
- Emerging Artist Award, NBAF Interpretations Gala, 2011
- Artadia Award, 2009